# ماني الكسندر
ماني الكسندر (بالإنجليزية: Manny Alexander) هو لاعب كرة قاعدة دومينيكاوي، ولد في 20 مارس 1971 في سان بيدرو دي ماكوريس في جمهورية الدومينيكان.

## وصلات خارجية
- ماني الكسندر على موقع دوري كرة القاعدة الرئيسي (الإنجليزية)
- ماني الكسندر على موقعبيزبول رفرنس.كوم (الدوري الرئيسي) (الإنجليزية)
- ماني الكسندر على موقع إي إس بي إن.كوم (أم.أل.بي) (الإنجليزية)
- ماني الكسندر على موقع مشجعي الرسوم البيانية (الإنجليزية)